# 希沙姆·伊赫蒂亚尔
希沙姆·伊赫蒂亚尔（阿拉伯語：هشام الاختيار，1941年—2012年7月20日）或希沙姆·巴赫蒂亚尔是已故叙利亚军事和政治人物，少将军衔，曾任叙国家安全局局长、叙总统巴沙尔·阿萨德的国家安全顾问，是阿萨德政府的核心成员之一，在一起爆炸事件中受重伤，数天后伤重不治。

## 早年
1941年，希沙姆生于叙利亚首都大马士革的一个逊尼派穆斯林家庭。

## 事业
希沙姆曾担任众多领导职位，2001年至2005年他担任叙国家安全局局长。2005年阿拉伯复兴社会党第十次民族代表会议上，他被选为党的（叙利亚）地区领导机构成员和民族安全办公室主任，主管党内国家安全事务，被认为是阿萨德政府的核心成员。

## 争议
2006年，美国财政部宣布，禁止美国公民和组织与希沙姆从事任何交易，因为他“为叙利亚政府对恐怖组织的支持负有重要责任”。2007年，希沙姆被美国政府列入禁止入境的叙利亚人名单。希沙姆被指应为镇压在德拉的抗议活动负责，正是由于叙安全部队在这座南方城市的残酷镇压，最终爆发了全国性的动乱。2011年5月，美国财政部和欧盟以滥用武力镇压示威者为名将叙国家安全局列为制裁对象。

## 传闻死亡
2012年5月20日，反政府组织叙利亚自由军的大马士革委员会宣称，该组织的一个营已经成功逮捕了政府危机处理机构、即负责叙政府军日常事务的所有八名成员。自由军还称，他们相信这八人中至少有六人——前国防部长图尔克马尼、时任国防部长拉吉哈、时任国防部副部长肖卡特、时任内政部长沙尔、时任国家安全顾问希沙姆和复兴党（叙利亚）地区领导机构副书记布坦——已经被杀死。不过很快内政部长沙尔和图尔克马尼先后在国家电视台露面粉碎谣言，并称谣言是“彻头彻尾毫无根据”的。

## 死亡
2012年7月18日，在大马士革的叙国家安全总部大楼内发生了爆炸，当时叙利亚军事安全部门的高官正在开会，希沙姆也在其中，他受了重伤。7月20日中午，希沙姆伤重不治。